# Araneus amygdalaceus
Araneus amygdalaceus är en spindelart som först beskrevs av Eugen von Keyserling 1864.  Araneus amygdalaceus ingår i släktet Araneus och familjen hjulspindlar.
Artens utbredningsområde är Mauritius. Inga underarter finns listade i Catalogue of Life.